# Remixed (album)
Remixed är den kanadensiska sångaren Deborah Coxs första remixalbum utgivet via J Records den 22 juli 2003. 

## Låtlista
| 1.  | "Something Happened on the Way to Heaven (Valentin Club Mix)"     | Daryl Stuermer, Phil Collins                                                                      | Shep Crawford, Valentin                                                                                                | 5:04 |
| 2.  | "Play Your Part (Leading Role Club Mix)"                          | Shep Crawford                                                                                     | Shep Crawford, Mike Rizzo                                                                                              | 5:16 |
| 3.  | "Mr. Lonely (Hex Hector/Mac Quayle Main Club Mix / Widelife Mix)" | Ahmad Russell, Christopher Jennings, Eric Johnson, Eric Jones                                     | Christopher "Dip Q" Jennings, Eric "Donovan East" Johnson, William "Tippy" Lockwood, Widelife, Hex Hector & Mac Quayle | 5:12 |
| 4.  | "Absolutely Not! (Chanel Mix)"                                    | Ahmad Russell, Christopher Jennings, Eric Johnson, Eric Jones, James Glasco, Tiffany Palmer       | Christopher "Dip Q" Jennings, Eric "Donovan East" Johnson, Hex Hector, Mac Quayle                                      | 4:06 |
| 5.  | "I Never Knew (Hani Anthem Vocal Mix)"                            | Fred Jerkins III, Isaac Phillips, LaShawn Daniels, Nycolia Tyvette Turman                         | Rodney "Darkchild" Jerkins, Hani                                                                                       | 5:27 |
| 6.  | "It's Over Now (Hex's Retro-Future Mix)"                          | Deandra Griffin, Keir Gist, G. McFadden, J. Whitehead*, Taura Stinson-Jackson, Victor Carstarphen | Kay Gee, Hex Hector | 4:37 |
| 7.  | "Nobody's Supposed to Be Here (Hex Hector Club Mix)"              | Shep Crawford, Montell Jordan                                                                     | Shep Crawford, Hex Hector                                                                                              | 5:23 |
| 8.  | "Things Just Ain't the Same (Hex Hector Club Mix)"                | Nicole Renée, Alfred Antoine, Andre Evans, Thomas Bell, Linda Creed                               | Andre Evans, Bob Antoine, Hex Hector                                                                                   | 5:06 |
| 9.  | "Who Do U Love (David Morales Club Mix)"                          | Larry Campbell, Vassal Benford                                                                    | David Morales | 5:52 |
| 10. | "It Could've Been You (David Morales Club Mix I)"                 | Deborah Cox, Lascelles Stephens                                                                   | Tim & Bob, David Morales                                                                                               | 4:20 |
| 11. | "Starting With You (Danny Sullivan & Kemist)"                     | Shep Crawford                                                                                     | Danny Sullivan and Kemist                                                                                              | 5:15 |
| 12. | "Who Do U Love (Junior Vasquez DMC Mix)"                          | Larry Campbell, Vassal Benford                                                                    | Junior Vasquez | 5:24 |
| 13. | "Mr. Lonely (Hex/Mac Mix)"                                        | Ahmad Russell, Christopher Jennings, Eric Johnson, Eric Jones, Takia Jennings, Terry Johnson      | Christopher "Dip Q" Jennings, Eric "Donovan East" Johnson, William "Tippy" Lockwood, Hex Hector, Mac Quayle            | 4:03 |
| 14. | "It's Over Now (Hex's Club Mix)"                                  | Deandra Griffin, Keir Gist, G. McFadden, J. Whitehead*, Taura Stinson-Jackson, Victor Carstarphen | Alonzo Jackson, Hex Hector                                                                                             | 5:59 |

## Topplistor
| Topplista                               | Högsta listplacering |
| --------------------------------------- | -------------------- |
| USA Dance/Electronic Albums (Billboard) | 4                    |
| USA Top R&B/Hip-Hop Albums (Billboard)  | 85                   |